# Knobbelsporig spikkelschijfje
Het knobbelsporig spikkelschijfje (Saccobolus beckii) is een schimmel behorend tot de familie Ascobolaceae. Hij leeft als coproniele saprotroof.

## Kenmerken
Apothecia hebben een diameter van 100 tot 700 µm. Ze zijn in het begin bolvormig en worden later meer kussenvormig. Ze zijn bijna hyaliene, hebben geen haren en de rand heeft geen andere kleur. Schijf convex, hyaliene, op volwassen leeftijd bezaaid met de zwarte uitstekende toppen van rijpe asci. Het hymenium heeft een dikte van 130 tot 150 µm. Excipulum dun, van ineengestrengelde, cilindrische hyfen 2,0-3,5 µm diameter. 
De asci zijn 8-sporig, langwerpig, bedekt met een gewone gelatineuze omhulling, hebben een wand die blauw wordt in Melzers reagens en meten 130-180 × 40-47 µm. De ascosporen zijn ellipsoïde-spoelvormig, ongesepteerd, eerst hyaliene, daarna zwart, met zeer grove wratten of dikke brokken pigment gescheiden door onregelmatige spleten en meten (16-) 17,5-23 × 8,5-10 µm.

## Verspreiding
Saccobolus beckii komt met name voor in Europa en sporadisch hierbuiten. In Nederland komt het zeer zeldzaam voor. Het staat niet op de rode lijst en is niet bedreigd. 